# Dumas Oroño
Dumas Oroño (Tacuarembó, 30 de octubre de 1921 - Montevideo, 28 de enero de 2005) fue un artista plástico, gestor cultural y docente uruguayo. Su obra artística abarcó varias disciplinas: pintura, escultura, grabado, cerámica, muralismo, diseño de joyas, etc.

## Biografía
De 1939 a 1940 estudió en la Escuela Nacional de Bellas Artes de Montevideo, gracias a una beca de la Intendencia Municipal de Tacuarembó por la obtención del Concurso Departamental de Artistas. Después ingresó a la Escuela del Sur, el taller de Joaquín Torres García, a sugerencia de Zoma Baitler.
En 1945 se trasladó a San José para dar clases de dibujo en el liceo de la ciudad. Dictó clases en secundaria hasta 1977 y también fue profesor de Práctica Docente del Instituto de Profesores Artigas.
En San José fundó el Museo y Taller de Artes Plásticas y lo dirigió entre 1947 y 1953. Colaboró en la organización del Primer Salón de Artistas Plásticos del Interior en 1948. También organizó la Biblioteca de Arte y el Taller de Dibujo Infantil.
Entre 1948 y 1949 trabajó en el taller de Cecilia Marcovich en Buenos Aires. Viajó a Europa en 1955 en compañía de Elsa Andrada, Augusto y Horacio Torres. Participó de la quinta bienal de São Paulo en 1959. Estuvo entre los organizadores de la Muestra por Las Libertades realizada en 1984 en AEBU, hacia el final de la dictadura cívico-militar (1973-1985).
En 1959 invitó a otros artistas del Taller Torres García a realizar una pinacoteca mural en el edificio del Liceo Manuel Rosé de Las Piedras, obra que se extendió hasta 1964. Entre ellos estaban Augusto Torres, Francisco Matto, Ernesto Vila, Julio Mancebo y Manuel Pailós.
Fundó la comisión de apoyo al Museo Juan Manuel Blanes y ayudó a elaborar un proyecto de restauración y ampliación del museo y de su parque y entorno. Una sala del museo lleva su nombre.
De ideología comunista, en plena dictadura cívico-militar en Uruguay (1973-1985) organizó actividades culturales como los «Sábados culturales» para alumnos y vecinos, realizados en su propio taller en 1980 con la presencia de José Pedro Díaz, Víctor Manuel Leites, entre otros. Ayudó a organizar la Muestra por las Libertades en AEBU en 1984. En 1984 colaboró con «La peña de los viernes» en la Casa del Autor Nacional, jornadas en las que participaron varios autores uruguayos.
Obtuvo en 2004 el premio Figari. También recibió el premio Presidente de la República por el óleo Carro de verdulero (1948), el premio Retrato Salón del Interior (1951), el primer premio Salón del Interior por el óleo Tatiana (1952), el premio Adquisición Salón del Interior por el óleo Paisaje de Montmartre y el Gran Premio Salón Uruguayo del Recuerdo Turístico (1969). Creó una técnica de grabado a fuego y coloreado de calabazas con la que ganó el Gran Premio del Ministerio de Turismo y Cultura (1969).
Incursionó en varias disciplinas como dibujo, pintura, escultura, muralismo, grabado, xilografía, cerámica vidriada, diseño de joyas, calabazas decoradas, vitrales, terracota, mosaico, pintura acrílica, madera, cemento, etc. Murales suyos se encuentran en Punta del Este, Las Piedras y Asunción (Paraguay). Solo en Montevideo realizó una veintena de murales. En 2019 fue reubicada una réplica del mural en bajorrelieve realizado por Dumas Oroño para el patio de la Galería Costa en 1968, en la fachada del nuevo edificio en la esquina de 18 de Julio y Tacuarembó.
Fue autor de textos didácticos como La expresión plástica infantil (Imprenta López, Buenos Aires, 1951) y El dibujo en el liceo (Imprenta AS, Montevideo, 1961, reeditado por EEPAL, Montevideo, 1989). Permanece inédito Cinco cuadernos pedagógicos.
Tuvo seis hermanos, cinco hombres y una mujer. Su primera esposa fue Elvira Coirolo, con quien tuvo una hija, la artista plástica Tatiana Oroño. Su segunda esposa, Sara Berriolo, fue la madre de sus hijos Pablo y Elena.